# Megarcys pseudochracea
Megarcys pseudochracea is een steenvlieg uit de familie Perlodidae. De wetenschappelijke naam van de soort is voor het eerst geldig gepubliceerd in 1977 door Zhiltzova.